# Ursula Meier
Ursula Meier (Besançon, 24 giugno 1971) è una regista e sceneggiatrice svizzera, francofona.

## Biografia
Nata nella Francia orientale, vicino al confine svizzero, si è laureata in Belgio in Arti Visive e ha lavorato come assistente di Alain Tanner nella seconda metà degli anni '90. Nel 1998 ha vinto il premio speciale della giuria al Festival international du court métrage de Clermont-Ferrand e il Gran Premio Internazionale al Toronto Film Festival. Nel 2002 si aggiudica altri premi per Tous à table. Dopo altri corti e documentari realizza Home nel 2008. Il film viene presentato durante la Settimana internazionale della critica al Festival di Cannes 2008. Riceve la candidatura ai Premi César 2009 nella categoria migliore opera prima, mentre il film ottiene altre due nomination (migliore fotografia e migliore scenografia). Nel 2012 la regista fa parte della giuria della selezione ufficiale durante la 69ª Mostra internazionale d'arte cinematografica di Venezia. Nel 2012 con Sister riceve una menzione speciale per l'Orso d'argento al Festival di Berlino. Sister rappresenta la Svizzera nell'ambito dei film svizzeri proposti per l'Oscar al miglior film straniero agli Oscar 2013, ma il film raggiunge solo le selezioni di gennaio. Sempre nel 2013 riceve una candidatura ai Premi Lumière 2013 (miglior film francofono) e una agli Independent Spirit Awards 2013 (miglior film straniero).

## Filmografia

### Regista
Lungometraggi
- Home  (2008)
- Sister (L'Enfant d'en haut) (2012)
- Silence Mujo, episodio de I ponti di Sarajevo (Les Ponts de Sarajevo) (2014)
- La Ligne - La linea invisibile (La Ligne) (2022)

Altri lavori
- Tous à table (2001) - corto
- Des épaules solides (2003) - TV
- Autour de Pinget (2004) - documentario
- Des heures sans sommeil (2004) - corto